# Orbitowanie bez cukru
Orbitowanie bez cukru (oryg. Reality Bites) – amerykański film z 1994 roku w reżyserii Bena Stillera. Sukces komercyjny.

## Fabuła
Grupa młodych absolwentów college’u z Generacji X wchodzi na rynek pracy w Houston w Teksasie. Lelaina Pierce (Ryder) kręci o nich (i sobie samej) kamerą wideo film dokumentalny Reality Bites. Żyją chaotycznie, często tracą pracę z powodu swoich przewinień, Vickie grozi AIDS po kontaktach z dziesiątkami mężczyzn, Sammy Gray jest gejem. Lelaina wiąże się z gitarzystą Troyem Dyerem. Poznaje też kierownika ze stacji kablowej typu MTV, który kupuje od niej film, ale montaż jej nie odpowiada.

## Obsada
- Ethan Hawke – Troy Dyer
- Winona Ryder – Lelaina Pierce
- Renée Zellweger – poetka Tami
- Ben Stiller – Michael Grates
- Swoosie Kurtz – Charlane McGregor
- Janeane Garofalo - Vickie Miner

## Nagrody i wyróżnienia
- MTV Movie Awards 1994
  - Winona Ryder i Ethan Hawke - najlepszy filmowy pocałunek (nominacja)